# Eleccions al Parlament de Catalunya de 1995
Les eleccions al Parlament de Catalunya corresponents a la V legislatura del període democràtic van ser convocades anticipadament i es van celebrar el dia 19 de novembre de 1995.
Per part del PSC-PSOE es presentava un nou cap de llista, Joaquim Nadal. La resta de les formacions repetien el mateix candidat que en les eleccions de 1992.

## Resultats
Aquestes eleccions varen suposar un punt d'inflexió en la tendència política: l'alta participació va significar que, respecte a les eleccions de 1992, van perdre escons els dos grans partits, Convergència i Unió (10) i el PSC-PSOE (6), en benefici del Partido Popular, que va créixer de 10 escons, ERC que en va sumar 2, i Iniciativa per Catalunya que en va guanyar 4.
Malgrat aquest descens, el partit més votat tornava a ser, per cinquena vegada consecutiva, Convergència i Unió que, amb 1.320.071 vots (un 40.95 per cent), obtenia 60 escons però perdia la majoria absoluta.

### Investidura del President
El debat d'investidura es va produir el 14 de desembre de 1995 i va ser encarregat al candidat de CiU, Jordi Pujol que, pel fet de no tenir majoria absoluta, va ser elegit president en segona votació el 16 de desembre. El resultat de la votació va ser de 60 vots a favor (CIU), 24 en contra (ERC i ICV) i 48 abstencions (PP i PSC-PSOE).
Jordi Pujol va formar govern l'11 de gener de 1996.

#### Taula de la investidura
| Primera Volta Majoria Absoluta (68 diputats) Requerida |                |    |    |    |    |    |       |
| Candidat: Jordi Pujol i Soley                          | Grups Polítics |    |    |    |    |    | TOTAL |
| Candidat: Jordi Pujol i Soley                          | Sí             | 60 |    |    |    |    | 60    |
| Candidat: Jordi Pujol i Soley                          | No             |    |    |    | 13 | 11 | 24    |
| Candidat: Jordi Pujol i Soley                          | Abstencions    |    | 31 | 17 |    |    | 48    |
| Candidat: Jordi Pujol i Soley                          | Absències      |    | 3  |    |    |    | 3     |

| Segona Volta Majoria Simple Requerida |                |    |    |    |    |    |       |
| Candidat: Jordi Pujol i Soley         | Grups Polítics |    |    |    |    |    | TOTAL |
| Candidat: Jordi Pujol i Soley         | Sí             | 60 |    |    |    |    | 60    |
| Candidat: Jordi Pujol i Soley         | No             |    |    |    |    | 11 | 11    |
| Candidat: Jordi Pujol i Soley         | Abstencions    |    | 33 | 17 | 13 |    | 63    |
| Candidat: Jordi Pujol i Soley         | Absències      |    | 1  |    |    |    | 1     |

### Fitxa
- Electors: 5.079.981
- Vots finals: 3.232.959 (63,64%)

- A candidatures: 3.192.535 (98,75%)
- En blanc: 31.417 (0,97%)
- Nuls: 9.007 (0,28%)

- Abstenció: 1.847.022 (36,36%)

### Resultats per candidatura
Només es presenten les candidatures amb més de 1.000 vots.
En negreta, els partits de Govern

## Diputats elegits
| CiU | PSC-PSOE | PPC | ERC | IC-EV |
| Barcelona 1. Jordi Pujol i Soley 2. Macià Alavedra i Moner 3. Joan Rigol i Roig 4. Xavier Trías i Vidal de Llobatera 5. Artur Mas i Gavarró 6. Antoni Comas i Balldellou 7. Ramon Camp i Batalla 8. Domènec Sesmilo i Rius 9. Flora Sanabra i Villarroya 10. Joaquim Pujol i Figa 11. Josep Lluís Vilaseca i Guasch 12. Ferran Pont i Puntigam 13. Joaquim Ferrer i Roca 14. Raimon Escudé i Pladellorens 15. Joan Granados i Duran 16. Jordi Casas i Bedós 17. Rosa Bruguera i Bellmunt 18. Ignasi Guardans i Cambó 19. Rafael Hinojosa i Lucena 20. Ramon Espadaler i Parcerisas 21. Jaume Camps i Rovira 22. Joan Raventós i Pujadó 23. Francesc Codina i Castillo 24. Jaume Jané i Bel 25. Joan Aymerich i Aroca 26. Salvador Esteve i Figueras 27. Josep Serratusell i Sitjes 28. Araceli Vendrell i Gener 29. Víctor Vila i Giró 30. Esteve Orriols i Sendra 31. Meritxell Borràs i Solé 32. Josep Lluís Fernández i Burgui 33. Francesc Iglesias i Sala 34. Enric Castellnou i Alberch Girona 1. Pere Macias i Arau 2. Josep Micaló i Aliu 3. Josep Enric Millo i Rocher 4. Pere Mutje i Pujol 5. Trinitat Neras Plaja 6. Josep Maria Salvatella i Suñer 7. Eudald Casadesús i Barceló 8. Eva Maria Palau i Gil 9. Carme Vidal i Xifré Lleida 1. Francesc Xavier Marimon i Sabaté 2. Isidre Gavín i Valls 3. Simeó Miquel i Peguera 4. Glòria Pallé i Torres 5. Jesús Bartolomé i Carrascal 6. Jaume Aligué i Escudé 7. Estanislau Felip i Monsonís 8. Josep Lluís Boya i González Tarragona 1. Joan Maria Pujals i Vallvé 2. Josep Maldonado i Gili 3. Lluís Badia i Chancho 4. Joan Manuel Carrera i Pedrol 5. Josep Sánchez i Pagès 6. Marià Curto i Forés 7. Dolors Murillo i Cabré 8. Joan Maria Roig i Grau 9. Joan Manel Sabanza i March | Barcelona 1. Joaquim Nadal i Farreras 2. Josep Maria Obiols i Germà 3. Joan Reventós i Carner 4. Manuela de Madre i Ortega 5. Higini Clotas i Cierco 6. Josep Maria Sala i Griso 7. Lluís Armet i Coma 8. Celestino Corbacho Chaves 9. Carme Figueras i Siñol 10. Josep Mir i Bagó 11. Joan Blanch i Rodríguez 12. Antoni Dalmau i Ribalta 13. Rosa Barenys i Martorell 14. Josep Maria Rañé i Blasco 15. Xavier Guitart i Domènech 16. Joan Ferran i Serafini 17. Josep Maria Carbonell i Abelló 18. Josep Clofent i Rosique 19. Montserrat Tura i Camafreita 20. Joan Oliart i Pons 21. Magí Cadevall i Soler 22. Manuel Bustos i Garrido Girona 1. Manuel Nadal i Farreras 2. Daniel Terradellas i Redon 3. Martí Sans i Pairuto 4. Pere Jordi Piella i Vilaregut 5. Marina Geli i Fàbrega Lleida 1. Antoni Siurana i Zaragoza 2. Ramon Vilalta i Oliva 3. Joan M. Ganyet i Solé Tarragona 1. Josep Abelló i Padró 2. Montserrat Duch i Plana 3. Martí Carnicer i Vidal 4. Marià Gil i Agné | Barcelona 1. Aleix Vidal-Quadras i Roca 2. Simó Pujol i Folcrà 3. Francesc Marhuenda Garcia 4. Dolors Montserrat i Culleré 5. Víctor Ros i Casas 6. Julio Ariza Irigoyen 7. Maria Dolors Nadal i Aymerich 8. Ignacio Oleart Comellas 9. Daniel Sirera i Bellés 10. Josep Maria Francàs i Portí 11. Isidre Bonet i Palau 12. Jacint Vilardaga i González Girona 1. Enric Herranz i Masó Lleida 1. José Maria Fabregat Vidal 2. Juan Barios Ortiz Tarragona 1. Josep Curto i Casado 2. Rafael Luna i Vivas | Barcelona 1. Àngel Colom i Colom 2. Josep Lluís Carod-Rovira 3. Josep Huguet i Biosca 4. Xavier Bosch i Garcia 5. Jordi Portabella i Calvete 6. Salvador Morera i Tanyà 7. Joan Ridao i Martin Girona 1. Joan Puigcercós i Boixassa 2. Francesc Ferrer i Gironés Lleida 1. Benet Tugues i Boliart 2. Jordi Ausàs i Coll Tarragona 1. Ernest Benach i Pascual 2. Josep Bargalló i Valls | Barcelona 1. Rafael Ribó i Massó 2. Immaculada Mayol i Beltrán 3. Maria Olivares i Usac 4. Jordi Guillot i Miravet 5. Ignasi Riera i Gassiot 6. Roc Fuentes i Navarro 7. Joan Boada i Masoliver 8. Carme Tolosana i Cidón 9. Joaquim Novella i Izquierdo 10. Fidel Lora Lillo Tarragona 1. Víctor Manuel Gimeno i Sanz |